# Оружейный салют
Оружейный салют — церемониальная стрельба холостыми зарядами из артиллерийских орудий или стрелкового оружия.

## Праздничный салют
Орудийный салют производится как по случаю календарных государственных праздников, так и по случаю других торжественных событий.

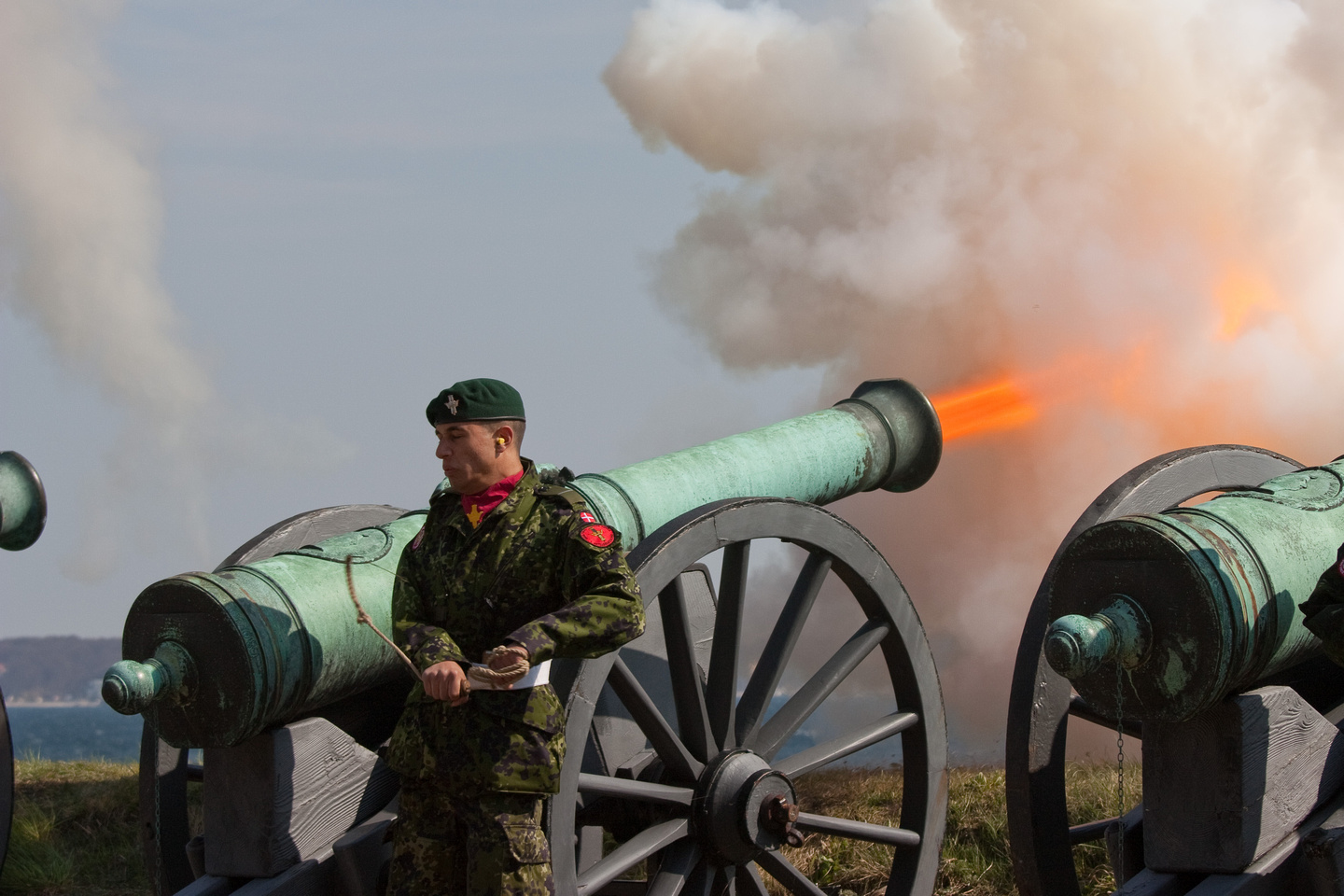
Салют из пушек в замке Кронборг по случаю дня рождения датской королевы Маргрете II

В России первым документально подтверждённым сухопутным артиллерийским салютом был салют в Москве 21 октября 1709 года при вступлении в город русских войск во главе с Петром I после победы под Полтавой. Позднее салюты производились после всех крупных побед петровской армии и флота. 
После Петра I традиция салютов по случаю военных побед была возобновлена императрицей Елизаветой Петровной, когда салютом было отмечено взятие русскими войсками Берлина в 1760 году. Какого-либо регламента, связанного с такими салютами, в Российской империи не было, и решения об их произведении принимались лично монархом.
Традиция орудийных салютов по случаю военных побед была возобновлена в СССР во время Великой Отечественной войны в 1943 году, когда салют был произведён по случаю взятия советскими войсками двух городов — Белгорода и Орла. Позднее в том же году было утверждено три категории салютов: первая степень (24 залпа из 324 орудий) — по случаю освобождения столиц союзных республик СССР и столиц иностранных государств, выхода советских войск на государственную границу, завершения войны с союзниками нацистской Германии; вторая степень (20 залпов из 224 орудий) — по случаю освобождения крупных городов, завершения крупных операций, форсирования крупнейших рек; третья степень (12 залпов из 124 орудий) — по случаю овладения важными железнодорожными, морскими и шоссейными пунктами и узлами дорог, окружения крупных группировок врага. Всего за время войны было произведено 26 салютов первой степени, 206 салютов второй степени и 122 салюта третьей степени. Победа над Германией 9 мая 1945 года отмечалась 30 залпами из 1000 орудий.
С Петра I также началась традиция отмечать пушечным салютом в Петропавловской крепости рождение и крещение членов императорской семьи, затем возобновлённая Николаем I. В 1827 году 21 выстрелом было отмечено рождение и крещение племянницы Николая I великой княжны Екатерины Михайловны, рождение в том же году второго сына Николая I, Константина, было отмечено 301 выстрелом, его крещение было отмечено 466 выстрелом. 
В 1834 году было регламентировано, что рождение великих князей отмечается 201 выстрелом, а великих княжон — 101 выстрелом. Однако делались исключения — например, рождение внука Николая I Николая Александровича в 1842 году было отмечено 301 выстрелом.
В 1818 году по итогам Ахенского конгресса было установлено, что глав государств и их супруг, имеющих императорский титул, следует встречать 33 выстрелами салюта, прочих владетельных особ и президентов — 21 выстрелом; высших военных чинов и чрезвычайных и полномочных послов — 19 выстрелами; посланников — 15 выстрелами; консулов — 7 выстрелами; вице-консулов — 5 выстрелами. 21 выстрел салюта при встрече глав государств производится и в наше время.
В Великобритании салют из 62-х орудий в лондонском Тауэре отмечает день рождения королевы, из 41-го орудия — открытие парламента или визиты глав иностранных государств. По случаю рождения в 2018 году третьего сына у герцога и герцогини Кембриджских Уильяма и Кейт подразделение Королевской конной артиллерии в Гайд-парке дало салют из 41 орудия. Одновременно орудия Почётной артиллерийской роты дали 62 залпа у Тауэра. Традиционный артиллерийский салют состоит из 21 залпа, к нему добавляются ещё 20, если он проводится в королевском парке, а в случае с Тауэром 20 залпов добавляются, поскольку он является королевским дворцом, и ещё 21 залп производится от имени лондонского Сити.

## Салют на флоте
Издавна зародился обычай, по которому встречающиеся в море военные корабли независимо от их национальной принадлежности отдают друг другу почести, салютуя флагами или орудийными выстрелами. 
Салют в море выстрелами из пушек был впервые введён Англией, вероятно, в конце XV века. Корабельные орудия в то время были всегда заряжены, а салют производился из всех пушек одного борта и их перезарядка требовала много времени. Поэтому ритуал салюта представлял из себя своего рода разоружение как доказательство своих мирных намерений. 

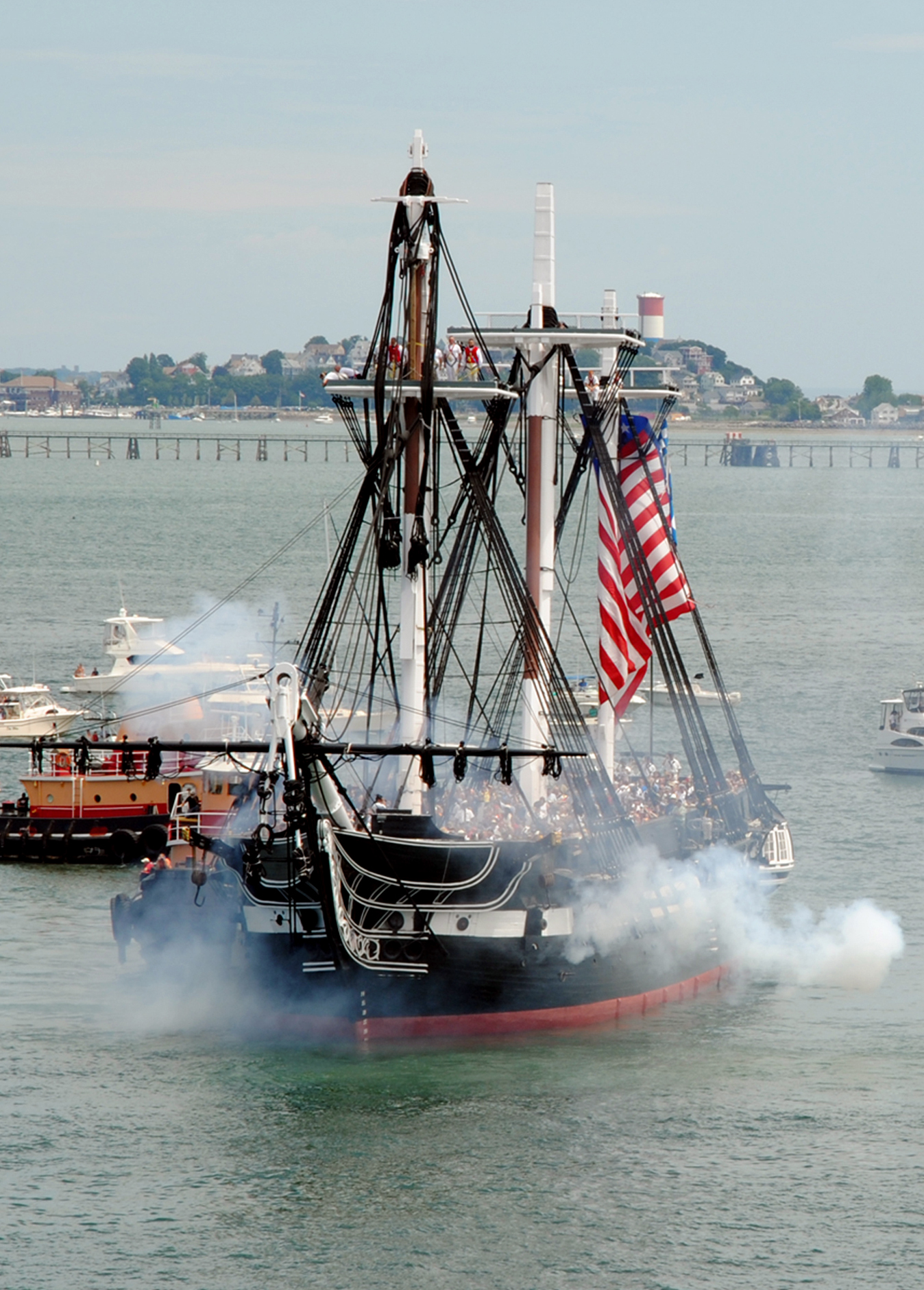
Фрегат Constitution салютует форту Индепенденс в гавани Бостона 4 июля 2010 года, в День независимости США

В 1551 году во время последней итальянской войны французская эскадра встретила в море сильную испанскую эскадру. Французы подняли штандарт испанского короля и просигналили: «Имеем на борту члена королевской семьи». В ответ испанские корабли отсалютовали из всех орудий. После этого французы без труда захватили  испанские галеоны, так как испанцы не успели перезарядить пушки. Капитан корабля «Джемс Галлей» в 1688 году писал: «Я буду особенно осторожен в исполнении королевских приказов, которые определённо предписывают мне не салютовать ни крепости, ни флагу иностранному до тех пор, пока не буду уверен, что получу ответ выстрелом на выстрел». 
Салют производился и при отбытии высокопоставленного лица с корабля, причём число выстрелов всегда было нечётным. Ботелер в своих «Диалогах», изданных в 1685 году, приводит такой диалог между адмиралом и командиром корабля:
«Адмирал: — Почему нечётное число?
Командир: — Нечётное число в церемонии салюта всегда соблюдается в море при употреблении орудий, так как иначе это может быть принято как извещение о том, что капитан умер в походе». 
В инструкции судам английского военного флота, изданной в 1643 году, указывалось: «Если случится встретить в водах Его Величества суда или флот любой иностранной державы и если они не приспустят флаг или марселя, вы должны заставить их сделать это».
По Вестминстерскому мирному договору с Нидерландами 1674 года, нидерландские военные корабли и суда при встрече с английскими обязаны были спускать не только флаг, но также верхний парус. 
Французский король Людовик XIV в 1689 году приказал требовать на всех морях первого салюта французскому флагу. Это был его ответ на аналогичное предписание командирам английским кораблей.
Пётр I  в «Уставе морском» предписывал: «В салютах поступать с чужестранными по трактатам... дабы перед нашими воинскими кораблями командующие флаги и вымпелы спускали, каковы наши малы, а их велики ни были; и ежели не учинят, то их принуждать к тому». 
В 1721 году в России был издан «Регламент шкиперам и протчим, приходящим на торговых кораблях в порты Российского государства, дабы ведали, как поступать и чего остерегаться во оных». Документ обязывал отдавать приветствия российским военным кораблям в самом порту и при входе в него спуском марселей и предупреждал: «Кто того не учинит, то по том будет выстрел, и доправлен за тот выстрел червонной» (штраф в 10 рублей). За последующее нарушение полагался новый выстрел, а денежный штраф увеличивался втрое.
Длительное время военно-морские уставы различных государств запрещали командирам своих кораблей первыми приветствовать флагом иностранные суда, расценивая это как унижение. Павел I вначале запрещал российским кораблям «салютовать, спуская, флаги и вымпелы под смертную казнию, хотя бы от иностранных флотов и силою к тому принуждаемо было...». Однако изданный в 1797 году «Устав военного флота» такого требования уже не содержал и обязывал командиров руководствоваться международными договорами.
После Трафальгарского сражения 1805 года Великобритания отменило существовавшее с 1651 года требование о первом салюте иностранных военных кораблей в честь британского флага и признала равенство военных кораблей разных государств. 
Вместо спуска флага в обычай вошли лишь его приспускание и салют из пушек. Первоначально число  выстрелов точно не устанавливалось и лишь подчёркивалось, что корабли салютуют, отвечая своим выстрелом на каждый выстрел. Было определено, что первым салютует младший по рангу и на каждый выстрел младшего старший должен ответить своим выстрелом. 
Особое место занимает международная традиция «салюта наций» в 21 выстрел при входе военного корабля в иностранный порт, объявленный салютующим, а также на рейд или при проходе мимо иностранных крепостей, также объявленных салютующими, и в других случаях, предусмотренных программой визита. Она окончательно сформировалась в начале XIX века.   
Это число выстрелов (21) обычно связывается с количеством пушек на фрегатах, так как во второй половине XVIII — начале XIX века именно они чаще всего посещали иностранные порты. Сорокапушечный фрегат производил салют орудиями одного борта, что и составляло 20 выстрелов. Фрегату отвечали салютом береговые батареи или суда, стоявшие на рейде. Поскольку требовалось отвечать выстрелом на выстрел, требовалось как-то обозначить конец салюта. Поэтому было принято, что его завершает то же самое орудие, которое салютовало первым, — для этого и производился 21-й выстрел.
По возможности, «салют наций» выполняется не менее чем из двух орудий. Ответ на него должен последовать равным числом выстрелов. Первым «салют наций» всегда производит прибывающий военный корабль. В портах (на рейдах) все салюты выстрелами (кроме торжественных) производятся в период от подъёма до спуска флага.
По современным российским правилам, с первым выстрелом (залпом) салюта личный состав корабля принимает положение «смирно», а офицеры, мичманы и сверхсрочнослужащие, кроме того, прикладывают руку к головному убору, отдавая воинскую честь.

## Салют на похоронах

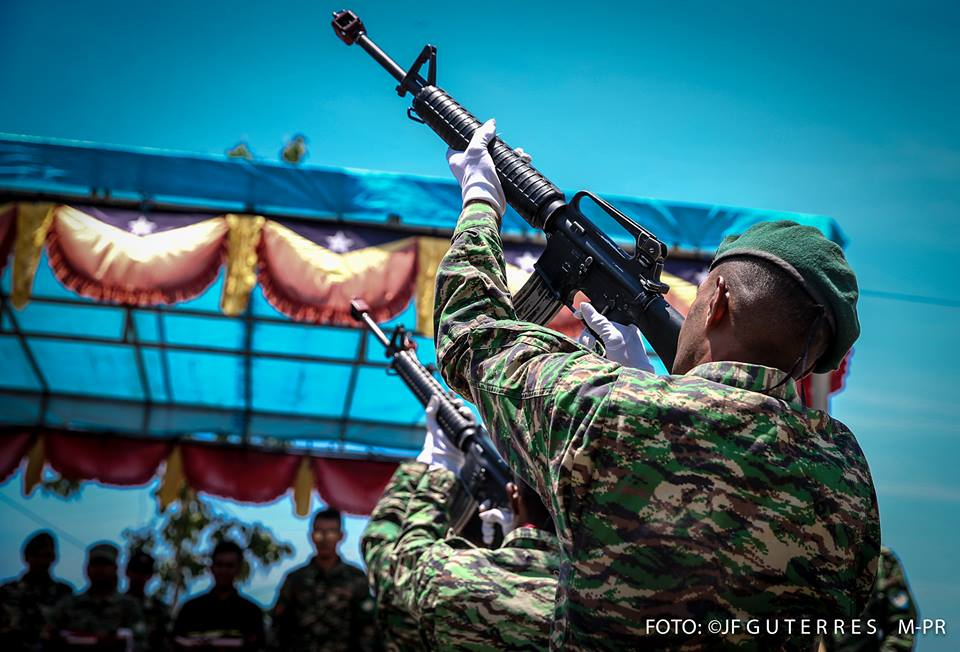
Салют на военных похоронах на Восточном Тиморе

Оружейный салют также является традиционным на военных похоронах.
По современным российским правилам, на военных похоронах отделение из числа почётного эскорта даёт троекратный залп холостыми зарядами. В исключительных случаях по приказу командования вместо залпа из автоматов или карабинов производится салют из артиллерии.